# Перепис населення Нової Франції (1666)

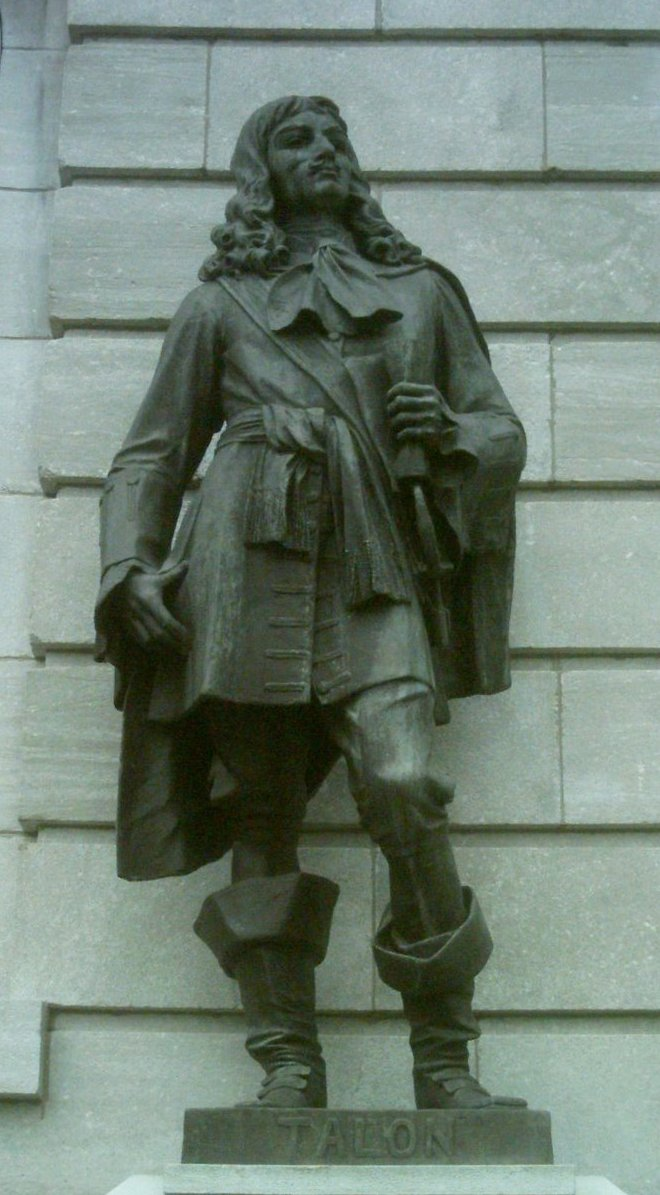
Статуя Жана Талона біля будівлі парламенту у Квебеку

Перепис населення Нової Франції 1666 став першим переписом населення, що відбувся в Канаді та в Північній Америці. Організатором виступив інтендант Нової Франції Жан Талон.
Талон разом із генеральним контролером фінансів Жаном-Батистом Кольбером перевів колонію Нова Франція з-під управління однойменної компанії під королівську владу в 1663 році, і міністр хотів зробити її центром французької колоніальної імперії. Для розвитку виробничої та економічної основи регіону слід було знати розміри місцевого населення.
Жан Талон практично сам організував і провів перепис, подорожуючи між поселеннями Нової Франції. До перепису не були залучені індіанці та представники релігійних орденів (єзуїти та реколлети).
Згідно з отриманими даними, у Новій Франції проживало 3215 осіб та 538 окремих сімейств. З них чоловіків було більше ніж жінок: 2034 проти 1181. Діти та неодружені були об'єднані в одну групу, їх виявилося 2154 особи, одруженими було 1019 (42 виявилися вдівцями чи вдовами).
547 осіб становили населення міста Квебек, 455 проживало в Труа-Рів'єрі і 625 — у Монреалі. Найбільшу чисельність мала вікова група 21-30 років — 842 особи. 763 були професійними працівниками будь-якої сфери, 401 були слугами, а 16 вважалися панами.